# Fuentesnuevas
Fuentesnuevas, ou Fuentes Nuevas sur certaines cartes, est une localité du municipio (municipalité ou canton) de Ponferrada, dans la comarque de El Bierzo, province de León, communauté autonome de Castille-et-León, au nord-ouest de l'Espagne.
Cette localité est une halte sur le Camino francés du Pèlerinage de Saint-Jacques-de-Compostelle.

## Histoire
Le village de Fuentesnueves remonte au Moyen Âge. La proximité du Camino francés, voie de pèlerinage vers Saint-Jacques-de-Compostelle a favorisé son développement.
Sa situation au nord de la zone de pâturages en sous-bois clairsemé de la Dehesa del Fabero, entre Ponferrada et Carracedelo, en fit un enjeu de dispute entre la municipalité de Ponferrada et le Monastère de Carracedelo, durant plusieurs siècles[réf. nécessaire].

## Géographie

### Localités voisines
| Nord-ouest Camponaraya (chef-lieu) (municipio de Camponaraya)                                    | Nord Hervededo (municipio de Camponaraya) et Cortiguera (municipio de Cabañas Raras) | Nord-est San Andrés de Montejos Bárcena del Bierzo (es) et lac de retenue de Bárcena (es) (municipio de Ponferrada) |
| Ouest Camponaraya (chef-lieu et polyg. industriel) (municipio de Camponaraya)                    |                                                                                      | Est Columbrianos (municipio de Ponferrada)                                                                          |
| Sud-ouest Posada del Bierzo (municipio de Carracedelo) et Dehesas (es) (municipio de Ponferrada) | Sud Toral de Merayo (es) (municipio de Ponferrada)                                   | Sud-est Cuatrovientos (municipio de Ponferrada)                                                                     |

## Démographie
| 2000  | 2001  | 2002  | 2003  | 2004  | 2005  | 2006  | 2007  | 2008  |
| ----- | ----- | ----- | ----- | ----- | ----- | ----- | ----- | ----- |
| 2 377 | 2 432 | 2 469 | 2 565 | 2 621 | 2 638 | 2 675 | 2 676 | 2 704 |

## Économie

### Transports
La localité de Fuentesnuevas est reliée au chef-lieu de Ponferrada par les lignes , , , , , ,  et  du Transport Urbain de Ponferrada (TUP) (es)

## Culture et patrimoine

### Pèlerinage de Compostelle
Par le Camino francés du Pèlerinage de Saint-Jacques-de-Compostelle, le chemin vient de la localité de Columbrianos, dans le même municipio de Ponferrada.
La prochaine halte est la localité de Camponayara dans le municipio du même nom.

### Monuments religieux

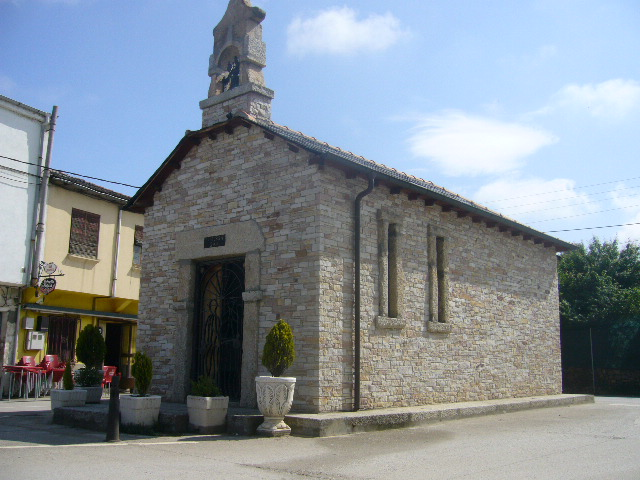
Ermita Santo Cristo en 2008.

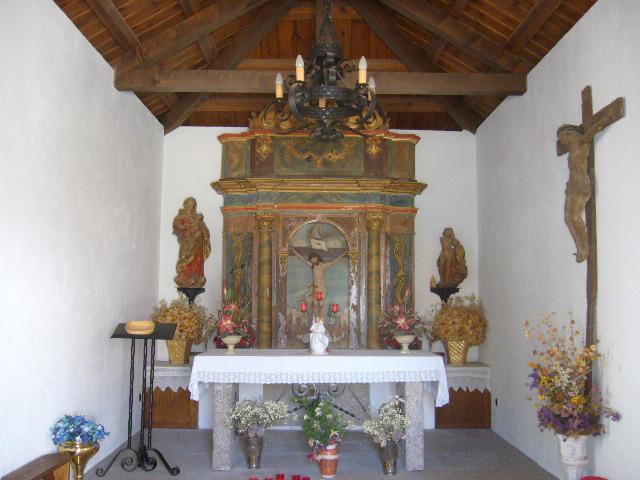
Retable de lErmita Santo Cristo, en 2008.

### Patrimoine civil et naturel

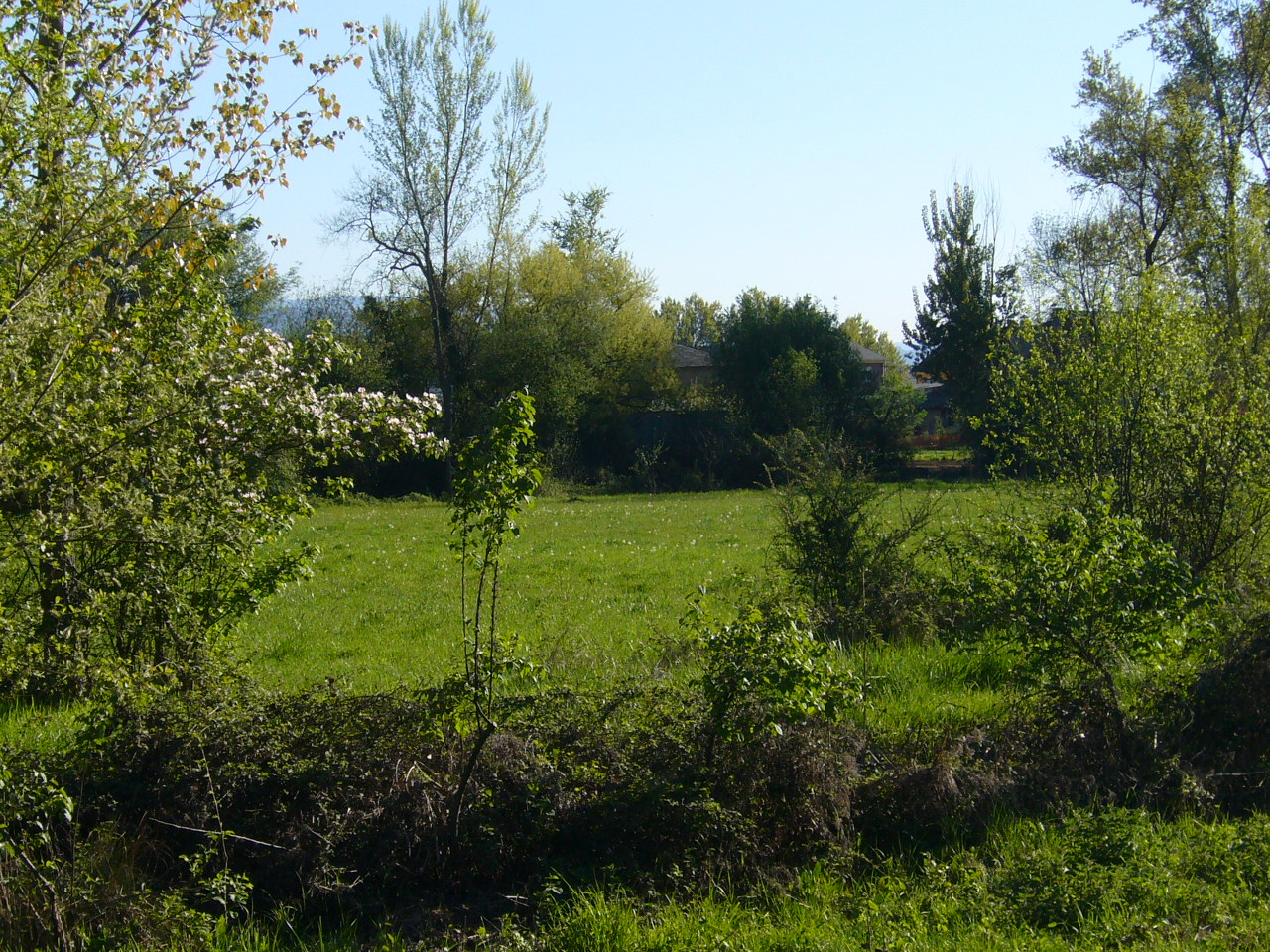
Les prés du village, en 2008.

### Fêtes locales
Magosto
Le magosto est une fête de la châtaigne qui se déroule durant une soirée d'automne. On y mange notamment des châtaignes grillées, dans une ambiance hospitalière et festive.
Fêtes votives
En juillet, aux alentours du 18 de ce mois, le village fête le Corpus Christi, c'est-à-dire la Fête-Dieu. Une messe est donnée à l'ermitage Santo Christo situé au bord du Chemin de Compostelle. La coutume est ensuite de manger du bœuf, vendu à la guinguette proche de l'ermitage.
Le 15 août a lieu la Fête de la sardine (Festival de la sardina, ou « sardina » a un sens plus large qu'en français car il inclut des poissons apparentés tels que l'anchois).
À cette même date du 15 août se déroulent des processions en l'honneur de la Vierge Marie (Nuestra Señoa) et de saint Roch (San Roque).